# La Victoire (1944)
Pour les articles homonymes, voir La Victoire.
La Victoire est un quotidien français créé à Toulouse par Pierre Dumas (alors résistant, connu sous le nom de « Saint-Jean »), publié entre 1944 et 1949. 
Le journal était l'organe officiel du Mouvement républicain populaire (MRP) ; il était co-dirigé par Pierre Dumas et Charles d'Aragon. Dépourvue d'imprimerie, La Victoire dut être tirée sur les presses d'autres titres. La diffusion oscillait entre  45 000 et 90 000 exemplaires. Le positionnement éditorial était « travailliste chrétien » et anticommuniste ; le journal publiait les chroniques d'Étienne Borne qui fut un des premiers à s'interroger sur les aspects moraux de l'épuration. À partir de novembre 1947, le paysage médiatique toulousain passe sous la domination de La Dépêche qui en sera même le seul quotidien dès 1956.